# Poročni portret Isaaca Masse in Beatrix van der Laen
Poročni portret Isaaca Masse in Beatrix van der Laen je slika nizozemskega slikarja zlate dobe Fransa Halsa, naslikana ok. 1622 in zdaj v Rijksmuseumu v Amsterdamu. Par je bil identificiran kot Isaac Massa in njegova nevesta Beatrix van der Laen.

## Opis
Slika prikazuje srečen par, ki sedi ob drevesu 'v slogu piknika', s prizorom vrta v daljavi. Gledalcu se nasmehneta in sta videti bolj sproščena kot zaljubljena.

## Ime
V svojem Katalogu del Fransa Halsa iz leta 1910 je Hofstede de Groot zapisal:
427. ZAKONSKI PAR. B. 15; M. 90. Na vrtu v ospredju levo sedi gospod in se smehlja gledalcu. Njegova desnica počiva na prsih; njegova leva roka je pritisnjena na bok. Ima brke in majhno koničasto brado. Nosi črn klobuk s širokimi krajci, črn svilen kostum s čipkastim ovratnikom in zapestnice iz finega platna. Desno poleg njega sedi ženska, nekoliko upognjena naprej, z glavo obrnjeno tričetrt levo. Gledalcu se precej zvito nasmehne. Njena desna roka počiva na moški levi rami; njena leva roka je v naročju. Pod temno vijolično obleko nosi črno obleko, nabor, belo kapico z rožnatim trakom in zapestnice, obrobljene s čipko. Za parom so drevesa. Desno je park z veselimi pari, stavbo, vodnjakom in kipom. Napačno naj bi predstavljal Fransa Halsa in njegovo ženo. Platno, 150 × 166,5 cm. Prodaja. J. Six, Amsterdam, 6. april 1702 (odkup). H. Six van Hillegom, Amsterdam, 25. november 1851, št. 15. V katalogu Rijksmuseum, Amsterdam, 1907, št. 1084.

## Slog
Slika je naslikana v baročnem slogu. Baročni slog poskuša vzbuditi več čustev skozi bolj neformalno vzdušje. Je v popolnem nasprotju z renesanso, kjer je bilo v slikarstvu prikazanih malo čustev. Primer tega je Portret Arnolfinijev. Moški in ženska na tej sliki sta zelo toga in formalna. Ta slog se je v naslednjih dveh stoletjih spremenil. Prehod je mogoče videti že v Rubensovi sliki Poročni portret oz. Kovačnik in je morda služil kot navdih za Halsa.